# 2004年7月

## 7月30日
- 在2004年亚洲杯足球赛四分之一决赛比赛中，中国队3:0大胜并淘汰伊拉克队，进军四强。[1]
- 早上刚过八时，一架正在执行航拍任务的军机在河北省丰宁县四岔口乡李起龙村门土沟门自然村坠毁，机上5人全部遇难。[2]
- 湖北省人民代表大会接受蒋超良辞去湖北省副省长职务的请求。[3]
- 联合国安理会通过由美国提案的1556号决议，要求苏丹政府立即中止达尔富尔地区的种族屠杀活动。

## 7月28日
- 布达拉宫第一批维修项目竣工。[4]
- 中国北极黄河站建成。[5]
- 美国民主党全国代表大会在波士顿正式提名约翰·克里为美国民主党在2004年美国总统选举总统候选人。[6]

## 7月27日
- 荷兰足球运动员奥维马斯宣布正式退役。[7]
- 朝鲜致信科菲·安南，要求联合国撤销驻朝鲜半岛联军。[8]

## 7月25日
- 墨西哥与古巴正式恢复大使级外交关系。[9]
- 中国发射探测二号卫星，实现地球空间双星探测计划。[10]
- 第二届无家可归者世界杯足球赛在瑞典第二大城市哥德堡拉开帷幕。[11]
- 第89届国际世界语大会在北京开幕。[12]
- 在2004年亚洲杯足球赛比赛中，中国队1:0小胜卡塔尔队，在A组7分第一战绩出现。 [13]

## 7月22日
- 美國由共和黨主導的眾議院表決通過布什政府支持的“婚姻保護法案”（Marriage Protection Act），不准聯邦法院強行各州承認在其他州禁止的同性婚姻，不過本案尚待參議院研議。[14]
- 明十三陵德陵抢修工程竣工。[15]
- 哥伦比亚加莱拉斯火山爆发。[16]
- 美国公布九一一事件的最终调查报告。[17]
- 台灣的執政黨（民進黨）黨主席陳水扁透過該黨秘書長張俊雄宣布三席指定中常委為呂秀蓮、游錫堃、蘇貞昌。[18]

## 7月21日
- 牛津大學物理學家霍金推翻他1975年所提出的黑洞理論，他宣稱由黑洞並不會吞噬和消滅一切物質，而會保留些微痕跡，最後以殘破形式吐出來。[19]
- 两架F-18大黄蜂战斗机在美国俄勒冈上空相撞，导致2名预备役士兵死亡，另有1人受伤。[20]
- 日本首相小泉純一郎與韓國總統盧武鉉在濟州島舉行峰會，兩人承諾將在今年內互訪。[21]
- 韩国汉城、釜山、大邱、仁川4个城市的5个地铁工会举行罢工。中国日报
- 蒋彦永医生在被军方关押45天后获释。[22]
- 在2004年亚洲杯足球赛比赛中，中国队5:0大胜印度尼西亚队，在A组领先。 [23]
- 联合国大会通过决议，要求以色列遵守国际法院所做出的要求以色列撤除西岸隔离墙的判决。

## 7月20日
- 聯合國大會以150票對6票的壓倒性多數通過決議，要求以色列執行國際法庭判決－拆除隔離巴勒斯坦人的西岸圍牆。不過這個決議並無拘束力，以色列也表示不會遵守它。[24]
- 美世人力资源咨询公司在上海公布了2004年全球城市生活成本调查报告，东京以130.7分位列全球生活成本最高的城市。[25]
- 中国北极科考队启程前往北极，准备建立中国第一个北极考察站。[26]
- 波罗的海国家及保加利亚举行代号为援救／医疗2004的大规模军事演习。[27]
- 微软将向来自全球27个国家的“最具价值的开发团体（MVP）”免费提供Windows操作系统的源代码程序。[28]
- 中国互联网络信息中心在北京发布了《第十四次中国互联网发展状况统计报告》。[29]

## 7月19日
- 范堡罗-2004国际航空航天装备展在伦敦郊外的范堡罗正式开幕。中国日报

## 7月18日
- 阿丽亚娜火箭将最重的通信卫星送入太空新华网（页面存档备份，存于）
- 南非前总统曼德拉庆祝86岁生日。
- 巴勒斯坦武装分子对一些巴勒斯坦政府办公楼进行抢劫并纵火，以抗议巴勒斯坦民族权力机构主席阿拉法特任命堂弟穆萨·阿拉法特担任巴安全机构负责人。新浪新闻（页面存档备份，存于）。

## 7月17日
- 2004年亚洲杯足球赛在北京开幕。新浪体育（页面存档备份，存于）
- 2004年亚洲杯足球赛，中国队首战2：2被巴林队逼平。
- 巴勒斯坦宣布加沙地带进入紧急状态，总理库赖提出辞呈，阿拉法特拒绝接受。新华网（页面存档备份，存于）
- 新加坡总理府发表声明，新加坡现任总理吴作栋将于8月12日正式卸任，现任副总理李显龙将接替他并于同日宣誓就职。中国宁波网[]
- 第15届国际生物奥林匹克竞赛在澳大利亚东部城市布里斯班落下帷幕。新华网（页面存档备份，存于）

## 7月16日
- 第15届世界艾滋病大会在泰国首都曼谷闭幕，会议发表了《曼谷领导人行动声明》。 国际在线
- 美国家政女王马莎.斯图尔特被判5个月监禁。
- 第9号热带风暴“圆规”（KOMPASU）正面吹向广东和香港，于下午在万宜水库登陆。中新网（页面存档备份，存于）
- 北京公映《十面埋伏》。新华网（页面存档备份，存于）

## 7月15日
- 挪威奥斯陆地区法庭裁定，命令挪威小网站google.no把域名交给美国著名搜索引擎网站google.com。北京青年报
- 电影《亚瑟王》首映式伦敦举行。新华网 Archive.today的存檔，存档日期2013-04-28
- 雅虎在美国宣布，旗下著名的即时通讯工具雅虎通将与微软MSN和美国在线AIM联手，首次实现不同提供商在企业即时通讯领域的互联互通。TOM财经
- 柬埔寨议会重新任命洪森为首相
- 内蒙古自治区扎兰屯市发生风灾。

## 7月14日
- 中美两国已就集成电路增值税问题正式达成谅解。中新网（页面存档备份，存于）
- 中国地质博物馆经历3年的整修后重新开馆。北京晚报
- 英国物理学家史蒂芬·霍金承认其之前有关黑洞的理论有错误。

## 7月13日
- 英国国防部决定，由于使用iPod播放器可能会造成军方机密的泄露，因此英国军方已经禁止使用这种播放器。新华网（页面存档备份，存于）
- 基地组织的重要人物阿哈比沙烏地阿拉伯自首。新华网（页面存档备份，存于）
- 何厚铧宣布参选第二任澳门特区行政长官。新华网（页面存档备份，存于）
- 法国通过法案禁止克隆人研究。新华网（页面存档备份，存于）

## 7月12日
- 罕见沙尘暴袭击甘肃酒泉嘉峪关等地 。西藏在线
- 李宗盛、林忆莲承认离婚。新华网（页面存档备份，存于）
- 日本自民党选举受挫小泉纯一郎拟九月重组内阁 美国之音
- 以色列不接受海牙裁决继续建隔离墙，以色列军坦克再入加沙南部难民营 美国之音
- 法国外交部表示与伊拉克复交，从而结束了双方中断了13年的外交关系。 英国广播公司（页面存档备份，存于）
- 为拯救被伊拉克武装分子绑架的菲律宾人质，菲律宾政府宣布将立即撤出全部驻伊部队。

## 7月11日
- 中国北京、广西、贵州暴雨成灾，北京六处房屋倒塌，广西星期五晚到星期天连续降暴雨，受灾人口达五十七万。 RFA（页面存档备份，存于）
- 第15届世界艾滋病大会在泰国首都曼谷开幕。新华网（页面存档备份，存于）
- 以色列城市特拉维夫发生恐怖爆炸， 一名妇女丧生，21人受伤英国广播公司（页面存档备份，存于）
- 新加坡副总理李显龙访问台湾 （页面存档备份，存于）
- 联合国秘书长安南指出爱滋病将严重打击亚洲经济 （页面存档备份，存于）

## 7月10日
- 中国尝试以“利益导向”应对性別比例失衡问题 新浪（页面存档备份，存于）
- 英国广播公司报道首相布莱尔在6月份曾考虑辞职。

## 7月9日
- 国际法院对联合国大会提出的有关以色列在约旦河西岸建造隔离墙是否违法的询问做出咨询性答复，认为此举违反了国际法，并要求联合国大会及安理会立即采取补救措施。
- 埃及奥贝德内阁总辞职 穆巴拉克任命纳齐夫为新总理
- 在南奥塞梯共和国被扣押的格鲁吉亚军人获释

## 7月8日
- 海因茨·菲舍尔宣誓就职奥地利新总统 接替两天前逝世的克莱斯蒂尔
- 瑞典上诉法院推翻对杀害前外交大臣林德的凶手终身监禁的判决
- 美国中央情报局局长特尼特正式离职
- 在台湾的蒋氏后人决定在明年春将蒋介石与蒋经国的遗体在台北下葬。

## 7月7日
- 玩具 Googles from Goo 的母公司控告搜索引擎 Google 侵犯版权。华盛顿时报（英文）（页面存档备份，存于）
- 电子游戏业内分级工作在中国启动。京华时报
- 中国就日本在东海进行海洋资源调查提出严正交涉。新华网（页面存档备份，存于）

## 7月6日
- 2004年美国总统选举：美国民主党总统候选人约翰·克里宣布了他的竞选搭档为北卡罗莱纳州民主党参议员约翰·爱德华兹。新华网（页面存档备份，存于）
- 奥地利总统克莱斯蒂尔病逝 享年71岁 离他结束两届总统任期仅36小时
- 国际原子能机构总干事巴拉迪开始访问以色列 劝说沙龙改变模糊政策
- 伊拉克武装组织"拯救运动"威胁要追杀基地组织三号人物扎卡维
- 联合国发表《2004年度全球爱滋病报告》：500万感染 300万死亡
- 英国已故王妃戴安娜纪念喷泉揭幕典礼在伦敦海德公园举行
- 联合国下属机构国际电信联盟表示，将制定反垃圾邮件法规，对泛滥全球互联网的垃圾邮件进行控制，并有效打击非法网络广告商，力争在2年内控制住垃圾邮件的蔓延。新浪网（页面存档备份，存于）
- 2004年美洲杯足球赛在秘鲁开幕。新浪网（页面存档备份，存于）
- 中国国家禽流感参考实验室最终确诊发生在安徽省巢湖市居巢区的鸡只死亡为H5N1亚型高致病性禽流感。中国医药网

## 7月5日
- 世界遗产委员会对"凯恩斯决定"做重要修改，从2006年起，《保护世界文化和自然遗产公约》的缔约国每年可申报两项世界遗产，其中至少要有一项是自然遗产。
- 印度尼西亚举行历史上首次总统直选，苏西洛·班邦·尤多约诺与现任总统梅加瓦蒂·苏加诺普翠得票率列前两位，两人将进入第二轮的投票。

## 7月4日
- 希腊队在2004年欧洲足球锦标赛的决赛中以1：0击败东道主葡萄牙队夺得冠军。
- 纽约自由塔奠基仪式在世贸遗址举行。（页面存档备份，存于）
- 英國的溫布敦網球錦標賽男子单打决赛在头号种子、卫冕冠军瑞士人费德勒（Roger FEDERER）与2号种子美国人罗迪克（Andy RODDICK）之间展开，费德勒最终以4-6/7-5/7-6(3)/6-4胜出，成为继2000年的桑普拉斯之后，第一个成功卫冕男单冠军的选手。（页面存档备份，存于）

## 7月3日
- 伊拉克临时政府总理阿拉维表示，可能对那些参加反美武装运动的人进行“大赦”，即便是曾经杀过美军的伊拉克公民也不例外。新华社（页面存档备份，存于）
- 俄罗斯警方突击搜查了饱受官司困扰的石油业巨头尤科斯公司在莫斯科的总部，没收了许多文件和电脑服务器。中新社（页面存档备份，存于）
- 俄罗斯共产党主席久加诺夫在第十次全代会上再度当选主席。之前曾有反久加诺夫的党员试图推举伊凡诺佛地区省长齐赫诺夫为新党的党主席。（联合早报（页面存档备份，存于）；较早前报导：凤凰网（页面存档备份，存于）BBC（页面存档备份，存于））
- 英國的溫布敦網球錦標賽女子单打决赛结束，大會13種子17岁的俄罗斯选手莎拉波娃以6:1、6:4直落两局击败卫冕冠军、大會1種子美国的塞雷娜·威廉姆斯，夺得冠军，終結了威廉姆斯家族四連霸。中新社（页面存档备份，存于）联合报（页面存档备份，存于）

## 7月2日
- 美国国务卿鲍威尔与朝鲜外长白南舜在印尼举行了会谈，这是两国两年来最高层级的对话。凤凰网（页面存档备份，存于）
- 中国外长李肇星会见了美国国务卿鲍威尔，重申中方反对美方以任何借口向台湾出售武器。中新社（页面存档备份，存于）
- 美国四星级上将乔治·凯西已正式接替去职的桑切斯中将，出任驻伊联军最高指挥官。中新社（页面存档备份，存于）
- 台湾前华侨商業银行行长、经济部长戴立宁返台后表示，自己出任中国证监会国际顾问团委员并未违反台湾法律，指陆委会查办违反法律原则。联合报（页面存档备份，存于）
- 2004年欧洲足球锦标赛第二场半决赛结束，希腊队凭借在加时赛上半场补时阶段的进球以1：0战胜捷克队，历史性地杀入决赛。他们将在决赛中迎战葡萄牙队。
- 环球嘉年华在北京开园。（页面存档备份，存于）
- 台灣受敏督利颱風影響，造成七二水災，33人死亡12人失蹤，損失超過八十五億新台幣。

## 7月1日
- 伊拉克前总统萨达姆出现在伊拉克临时政府的特别法庭上，听取法官对他宣读的包括屠杀和入侵科威特在内的7项指控。新华网（页面存档备份，存于）凤凰网（页面存档备份，存于）
- 卡西尼—惠更斯号进入环绕土星轨道。新华社（页面存档备份，存于）BBC（页面存档备份，存于）
- 香港回归7周年，30万市民上街游行，争取2007、2008年特首与立法会直选。同时刚刚结束北京访问的香港大学学生会发表声明，认为普选并非解决一切问题的方法，建议以更温和的方式解决政改纷争。游行：中时BBC（页面存档备份，存于）苹果明报；学生会声明：成报文汇报
- 中国广州成功获得2010年亚运会主办权。（页面存档备份，存于）
- 中国在全国范围内开始实施相当于欧洲二号标准的国家机动车污染物排放标准第二阶段限值。（页面存档备份，存于）
- 日本丰田汽车发布公告，将在全球范围召回18200辆凌志LS430，召回的原因是自动变速箱个别零件有可能损坏。（页面存档备份，存于）
- 西班牙东北部的萨拉戈萨市自6月15日首次发现军团病患者以来，至今已有23人患病住院，其中5人已死亡。这是今年第一次在西班牙发现军团病。（页面存档备份，存于）
- 第28届世界遗产委员会会议批准中国高句丽王城、王陵及贵族墓葬项目列入世界遗产名录。东北新闻网
- 2004年欧洲足球锦标赛：第一场半决赛结束，东道主葡萄牙以2:1击败荷兰，成为自1984年以来首支进入决赛的东道主球队。新华社（页面存档备份，存于）
- 黄静裸死案七人司法鉴定专家团会聚湖南进行第五次司法鉴定，将再次尸检。TOM新闻专题
- 河南省正式实施《河南省监狱提请老病残罪犯减刑假释实施办法》和《河南省监狱老病残罪犯认定标准》，这是中国大陆首次对老病残罪犯进行减刑和假释。